# Nancy Parsons
Nancy Anne Parsons (* 17. Januar 1942 in Saint Paul, Minnesota; † 5. Januar 2001 in La Crosse, Wisconsin) war eine US-amerikanische Film- und Theaterschauspielerin.

## Leben
Nancy Parsons wurde als jüngste von drei Schwestern von Charles und Mary Parson geboren. Ihre Eltern ließen sich bereits früh scheiden, und 1959 – als Nancy 17 Jahre alt war – heiratete ihr Vater erneut. Mit ihrer Stiefmutter Genevieve Stack zogen die drei Mädchen ins kalifornische South Pasadena.
Hier trat Nancy auf verschiedenen Bühnen auf und begann bald darauf Interesse an der Schauspielerei zu entwickeln. So erhielt sie ein Stipendium für das bekannte Pasadena Playhouse, das sie von 1960 bis 1962 besuchte. In diesen beiden Jahren trat sie verschiedenen Theaterproduktionen bekannter Schriftsteller auf, darunter Stücke von Edward Albee, Clifford Odets, Charles Williams, Anton Tschechow und William Shakespeare.
Nach ihrem Abschluss heiratete Parsons im Januar 1963 Alan Hipwell. Aus der Ehe gingen zwei Töchter hervor, Elizabeth (* 3. November 1964) und Margaret (* 7. Oktober 1969). Während der Ehe war Parsons Hausfrau und Mutter. Erst als sie sich im April 1972 scheiden ließen, kehrte sie zur Schauspielerei zurück. Sie schrieb sich an der UCLA ein, machte einen Theaterabschluss und gab 1976 in einer Episode der Fernsehserie „Baretta“ ihr Filmdebüt.
Parsons verstarb im Januar 2001 an Diabetes.

## Filmografie (Auswahl)

### Fernsehserien
- 1977: Lou Grant (eine Folge)
- 1978: Drei Engel für Charlie (Charlie's Angels, eine Folge)
- 1978: Detektiv Rockford – Anruf genügt (The Rockford Files, eine Folge)
- 1983: Remington Steele (eine Folge)
- 1984: Familienbande (Family Ties, eine Folge)
- 1984: Kampf um Yellow Rose (The Yellow Rose, eine Folge)
- 1985: Hardcastle & McCormick (Hardcastle and McCormick, eine Folge)
- 1985: Unglaubliche Geschichten (Amazing Stories, eine Folge)
- 1986: Harrys wundersames Strafgericht (Night Court, eine Folge)
- 1988: Das Model und der Schnüffler (Moonlighting, eine Folge)
- 1989: Raumschiff Enterprise: Das nächste Jahrhundert (Star Trek: The Next Generation, eine Folge)
- 1992: L.A. Law – Staranwälte, Tricks, Prozesse (L.A. Law, eine Folge)
- 1998: Pretender (eine Folge)

### Spielfilme
- 1977: Ich hab’ dir nie einen Rosengarten versprochen (I Never Promised You a Rose Garden)
- 1979: Die Frau in Rot (The Lady in Red)
- 1980: Blast – Wo die Büffel röhren (Where the Buffalo Roam)
- 1980: Hotel zur Hölle (Motel Hell)
- 1981: Da steht der ganze Freeway Kopf (Honky Tonk Freeway)
- 1981: Die total verrückte Highway-Polizei (Smokey Bites the Dust)
- 1981: Tanz in den Wolken (Pennies from Heaven)
- 1982: Porky’s
- 1983: Die Football-Prinzessin (Quarterback Princess)
- 1983: Porky’s II – Der Tag danach (Porky's II: The Next Day)
- 1983: Dirty Harry kommt zurück (Sudden Impact)
- 1985: Porky’s Rache (Porky's Revenge!)
- 1986: Die Abenteuer der 5 kleinen Spione (Little Spies)
- 1988: Lost World – Die letzte Kolonie (World Gone Wild)
- 1989: Homer und Eddie (Homer and Eddie)
- 1989: Magnolien aus Stahl (Steel Magnolias)
- 1990: Der Harte und der Zarte (Loose Cannons)
- 1991: Hitch, der Geist aus der Flasche (Wishman)
- 1991: Der Doktor – Ein gewöhnlicher Patient (The Doctor)
- 1992: Monty – Immer hart am Ball (Ladybugs)

## Auszeichnung
Für ihre Darstellung in Hotel zur Hölle (Motel Hell) wurde sie 1981 für den Saturn Award nominiert.